# عقرب أصفر شائع
العقرب الأصفر الشائع (الاسم العلمي: Buthus Occitanus)، هو نوع من العقارب في الأسرة (عقربيات) و يتواجد في الشرق الأوسط وشمال إفريقيا وأوروبا.
يتراوح طول العقرب الأصفر الشائع بين 60-80 مم، له لون أصفر أو بني أصفر وهو سام ينتج سموم (BotIT6)، لكن سميته تختلف بشكل ملحوظ باختلاف بيئته. غالبًا ما يوجد هذا العقرب في المناطق الجافة عالية الحرارة ذات الغطاء النباتي المتناثر، حيث يختبئ تحت الحجارة وما إلى ذلك خلال النهار. كما تم الإبلاغ عن تواجده في غابات البحر الأبيض المتوسط في إسبانيا على ارتفاعات تزيد عن 1000 متر (مع تساقط الثلوج في الشتاء). اللدغة في أوروبا مؤلمة ولكن لها تأثيرات سامة خفيفة فقط، على الرغم من أن العينات المأخوذة من صحراء تابيرناس في ألميريا لها تأثيرات أشد، ولكنها ليست قاتلة. ومع ذلك، يمكن أن تكون قاتلة في أفريقيا.